# Mullaghanish
Mullaghanish (in gaelico "Mullach an Ois") è una montagna irlandese situata a est di Ballyvourney, nella contea di Cork a sua volta parte della provincia di Munster. Su essa si trovano i principali ripetitori della più importante televisione irlandese, l'RTÉ, oltre che di compagnie telefoniche e stazioni radiofoniche. I segnali trasmessi da questa zona interessano prevalentemente le contee della zona sud-occidentale dell'isola irlandese tra cui si possono annoverare: Cork, Kerry e Limerick.

## Televisione
I principali canali trasmessi da Mullaghanish hanno una potenza di 220 kW per la polarizzazione verticale e 500 kW per la polarizzazione orizzontale. 
- VHF D / 175.25 MHz (Pol . Verticale) - RTÉ ONE
- VHF G / 199.29 MHz (Pol. Verticale) - RTÉ TWO
- UHF 27 / 519.25 MHz (Pol. Orizzontale) - TV 3
- UHF 31 / 551.25 MHz (Pol. Orizzontale) - TG 4

Test per il Digitale Terrestre (che in Irlanda dovrebbe essere lanciato a partire dagli ultimi mesi del 2010) sono già in corso.

## Radio
Le frequenze radio sono tutte trasmesse tramite polarizzazione verticale ed alla potenza di 160 kW.
- 90.0 FM - RTÉ Radio 1
- 92.2 FM - RTÉ 2fm
- 94.4 FM - RTÉ Raidió na Gaeltachta
- 97.0 FM - Radio Kerry
- 99.6 FM - RTÉ lyric fm
- 101.8 FM - Today FM
- 107.4 FM - Newstalk